# Linda Blair
Linda Denise Blair (Saint Louis, 22 gennaio 1959) è un'attrice statunitense.
Attrice bambina distintasi sin da subito nel mondo del cinema, deve la sua notorietà principalmente al ruolo di Regan MacNeil, la ragazzina posseduta nel film L'esorcista diretto da William Friedkin nel 1973, che le valse una candidatura agli Oscar come miglior attrice non protagonista nel 1974 a soli 15 anni.
Nello stesso anno, inoltre, vinse il Golden Globe come miglior attrice non protagonista ed ebbe una candidatura nella categoria miglior attrice debuttante, nonché venne inserita nella Young Hollywood Hall of Fame. Grazie all'interpretazione di Regan MacNeil, nel 2003 il personaggio venne inserito alla nona posizione nella classifica dei 50 migliori cattivi del cinema statunitense dall'American Film Institute.
Assidua attivista per i diritti degli animali, l'attrice ha fondato nel 2004 l'organizzazione "Linda Blair WorldHeart Foundation" per preservare soprattutto la vita degli animali randagi, abbandonati o che hanno subito abusi.

## Biografia

### Gli inizi
Linda Denise Blair nasce il 22 gennaio 1959 a Saint Louis, cittadina situata nello stato del Missouri, negli Stati Uniti d'America. Suo padre, James Frederick, era un pilota collaudatore della marina militare statunitense, mentre la madre, Elinore Blair, era un'agente immobiliare. Linda ha una sorella e un fratello (entrambi più grandi) di nome Debbie e Jim. Nel 1961 la famiglia si trasferisce a Westport, nel Connecticut, quando il padre trova un lavoro a New York. Linda si è formata presso l'istituto privato Hollywood Professional School.
Spinta dalla madre per il suo carattere estroverso, Linda inizia a lavorare come modella all'età di cinque anni, apparendo in cataloghi di aziende di grande distribuzione quali Sears, J. C. Penney e Macy's, inoltre gira circa 75 spot pubblicitari per l'azienda Welch's.
Linda Blair inizia la sua carriera cinematografica già all'età di nove anni, ottenendo un ruolo nella serie televisiva Hidden Faces del 1968, nei panni della piccola Allyn Jaffe. Un anno più tardi fa il suo esordio sul grande schermo nel film The Way We Live Now diretto da Barry Brown, nel ruolo di Sara Aldridge ed ottiene una piccola parte nella commedia The Sporting Club, diretto da Larry Peerce nel 1971.

### Il successo

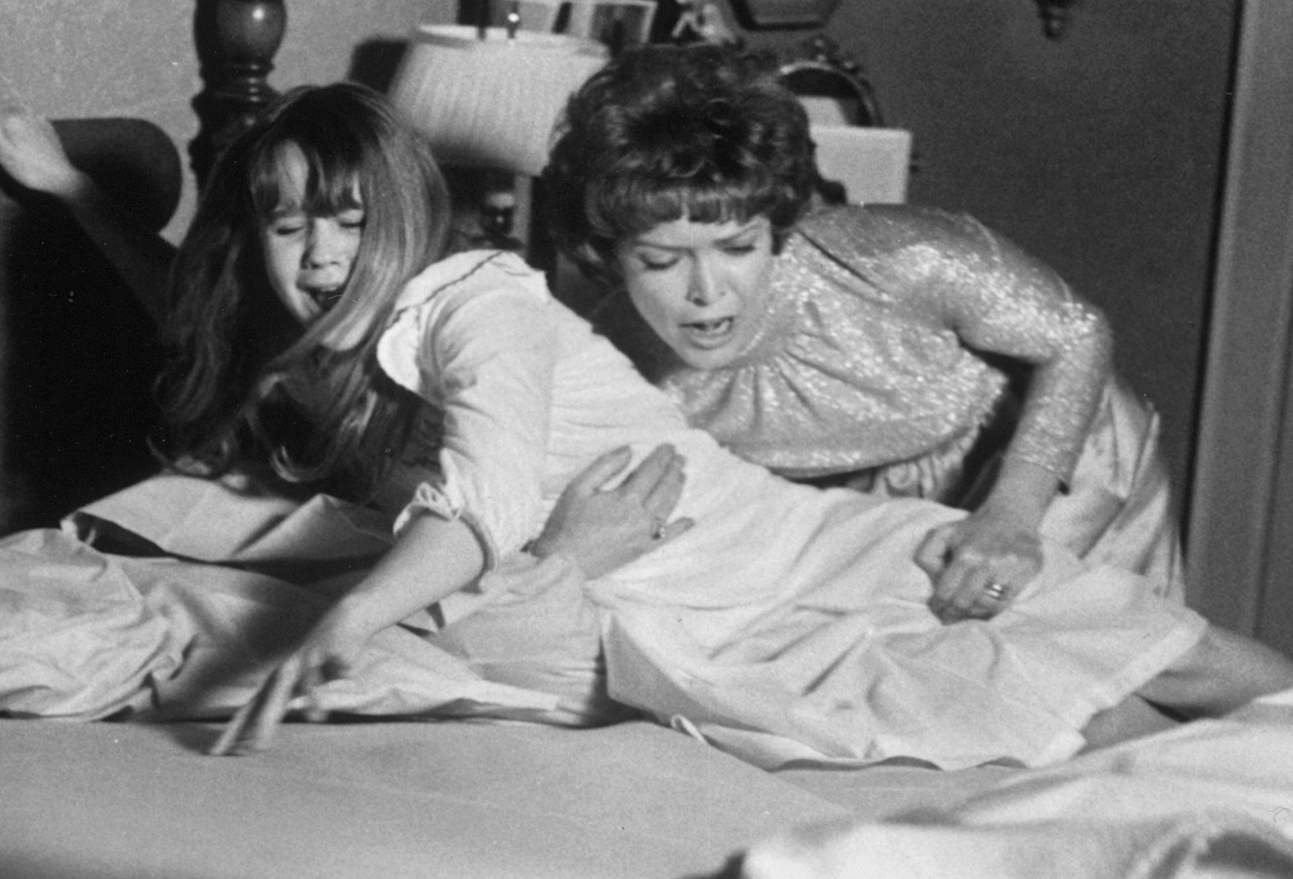
Linda Blair ed Ellen Burstyn sul set del film L'esorcista

Nel 1973 venne scelto il regista William Friedkin per dirigere l'adattamento cinematografico del romanzo L'esorcista, scritto da William Peter Blatty due anni prima, che si ispirò a sua volta, ad un fatto realmente accaduto nel 1949. Iniziò così il casting alla ricerca di una giovane attrice per il ruolo della protagonista Regan MacNeil, una dodicenne posseduta dal demone Pazuzu. 
Inizialmente venne considerata l'attrice Pamelyn Ferdin per impersonare il ruolo di Regan, data la sua esperienza con il cinema fantastico e, successivamente, fu presa in considerazione anche l'attrice Denise Nickerson, ma i genitori di quest'ultima si opposero perché non ritenevano adatte le tematiche del film per una ragazza così giovane.
Uno dei produttori all'epoca contattò telefonicamente Janet Leigh, per offrire la parte di Regan alla figlia Jamie Lee Curtis (allora quindicenne), tuttavia la madre rifiutò l'offerta. Ai provini furono prese in considerazione e successivamente scartate anche le attrici Sharon Stone, Melanie Griffith e Kim Basinger, ma alla fine la scelta ricadde su Linda Blair, che fu accompagnata personalmente dalla madre al provino, nonostante gli agenti dell'attrice fossero in disaccordo.
Malgrado la travagliata lavorazione de L'esorcista che riportò molti incidenti sul set (tra cui lesioni permanenti alla colonna vertebrale della giovane attrice, durante una scena di possessione sul letto), la magistrale interpretazione di Linda Blair nel ruolo di Regan MacNeil, le valse un importante notorietà internazionale nel mondo del cinema.
Grazie alla fama ottenuta per il ruolo di Regan MacNeil, la giovane attrice ricevette una candidatura agli Oscar nella categoria miglior attrice non protagonista, nel 1974. Nello stesso anno vinse anche il Golden Globe come miglior attrice non protagonista e fu candidata nella categoria miglior attrice debuttante, venne inoltre inserita nella Young Hollywood Hall of Fame; Ottenne anche una candidatura per il premio Bravo Otto, come miglior attrice. Il personaggio di Regan MacNeil divenne un'icona del cinema horror e nel 2003, fu inserita alla nona posizione nella classifica dei 50 migliori cattivi del cinema statunitense, istituita dall'American Film Institute.
In seguito al successo de L'esorcista Linda Blair divenne una delle attrici più celebri di Hollywood, tuttavia, ricevette minacce di morte da alcuni estremisti religiosi previa di essere un messaggero del demonio e fu minacciata da uno sconosciuto di cui non fu mai scoperta l'identità. Per l'incolumità della giovane attrice, la produzione le assegnò una scorta per sei mesi.
Nel 1974 ottenne una parte in Airport '75 (sequel di Airport del 1970) nel ruolo di Janice Abbott e fu protagonista de La ragazza del riformatorio, film televisivo diretto da Donald Wrye dove interpreta Christine Parker, una giovane ragazza spedita dai genitori in un riformatorio, dove subisce perenni abusi dalle sue compagne. 
Quest'ultimo, a causa delle delicate tematiche che trattava e, in particolare, per la scena controversa dello stupro subito dalla protagonista da parte delle sue coetanee, venne attaccato da varie organizzazioni femministe e omosessuali (come National Organization of Women, New York Rape Coalition o Lesbian Feminist Liberation) che definirono il film come un'azione di propaganda omofobica che incitava alla violenza di genere. Le numerose proteste portarono il film davanti alla corte suprema della California, dove, tuttavia, la National Broadcasting Company (che aveva trasmesso La ragazza del riformatorio il 9 settembre 1974) venne ritenuta non responsabile delle azioni di violenza sessuale commesse dagli stupratori.
L'anno successivo venne scelta per il ruolo da protagonista nel film televisivo Sarah T. - Portrait of a Teenage Alcoholic, dove interpreta Sarah Travis, una giovane ragazza lesa dalla depressione e dall'alcolismo, causato dalla separazione dei suoi genitori. L'opera diretta da Richard Donner venne trasmessa per la prima volta l'11 febbraio 1975, sulla NBC.
Nello stesso anno venne ingaggiata per Xanadu - Chiudi gli occhi e guarda le stelle nel ruolo di Doris Mae Withers. il dramma sentimentale racconta la storia di Leonard Hatch (interpretato da Martin Sheen), un uomo con disturbi mentali che rapisce la ragazza portandola in una capanna isolata, dove quest'ultima sviluppa nei suoi confronti la sindrome di Stoccolma. Il film venne trasmesso dall'ABC il 10 ottobre 1975.
Nel 1976 ebbe un ruolo nel film televisivo La lunga notte di Entebbe diretto da Marvin J. Chomsky, nei panni di Chana Vilnofsky. L'opera si ispirò alle vicende belliche dell'operazione Entebbe avvenuta tra il 3 e il 4 luglio 1976. Il film fu trasmesso in Italia il 21 dicembre 1976, su Rete 1 (ex Rai Uno). Nel 1977 Linda Blair ritornò nei panni di Regan MacNeil in L'esorcista II - L'eretico, diretto da John Boorman. Succube della terribile esperienza vissuta nel primo capitolo, Regan, in cura dalla dottoressa Gene Tuskin, collabora con padre Philip Lamont per far luce sulla morte di padre Lankester Merrin. Entusiasta di prendere parte al secondo capitolo tuttavia, la giovane attrice rifiutò di sottoporsi nuovamente alle estenuanti ore di trucco che ci vollero in L'esorcista, la produzione decise così di sostituirla in alcune scene con una controfigura e usando materiale di repertorio del primo film. L'opera venne aspramente criticata e fu un insuccesso cinematografico.
L'attrice ha posato per l'editoriale erotico Playboy nel 1983, apparendo nel numero di marzo.

### Il declino
La fama ottenuta soprattutto dal successo de L'esorcista nel 1973, portò Linda Blair ad essere una delle attrici più popolari degli anni settanta, attirando su di lei speculazioni mediatiche sulla sua presunta instabilità mentale, compromessa dalla travagliata partecipazione al film che la rese celebre a soli quattordici anni. L'attrice iniziò a fare uso di droga (e spaccio) all'età di diciotto anni e venne arrestata nella sua abitazione di Ridgefield Road, nella cittadina di Wilton, nel Connecticut, il 20 dicembre dello stesso anno.
Successivamente si dichiarò responsabile di reato minore (per possesso di cocaina) con mutamento della pena in tre anni di libertà vigilata. L'episodio segnò profondamente la sua carriera cinematografica che si ridusse in ostracismo da parte delle grosse produzioni di Hollywood, facendo muro su di lei. L'attrice venne così inserita nella lista nera di Hollywood, evidenziando un lento regresso della sua carriera cinematografica.

## Vita privata
All'età di quindici anni Linda Blair intrattenne la sua prima relazione amorosa (che durò due anni) con il musicista Rick Springfield, che conobbe nel 1974 durante un concerto nel locale Whisky a Go Go, situato a West Hollywood, in California. La loro relazione all'epoca fu al centro di uno scandalo mediatico dettata dalla differenza d'età che separava i due, Springfield aveva difatti venticinque anni all'epoca, mentre la Blair era appena quindicenne.

### Procedimenti giudiziari

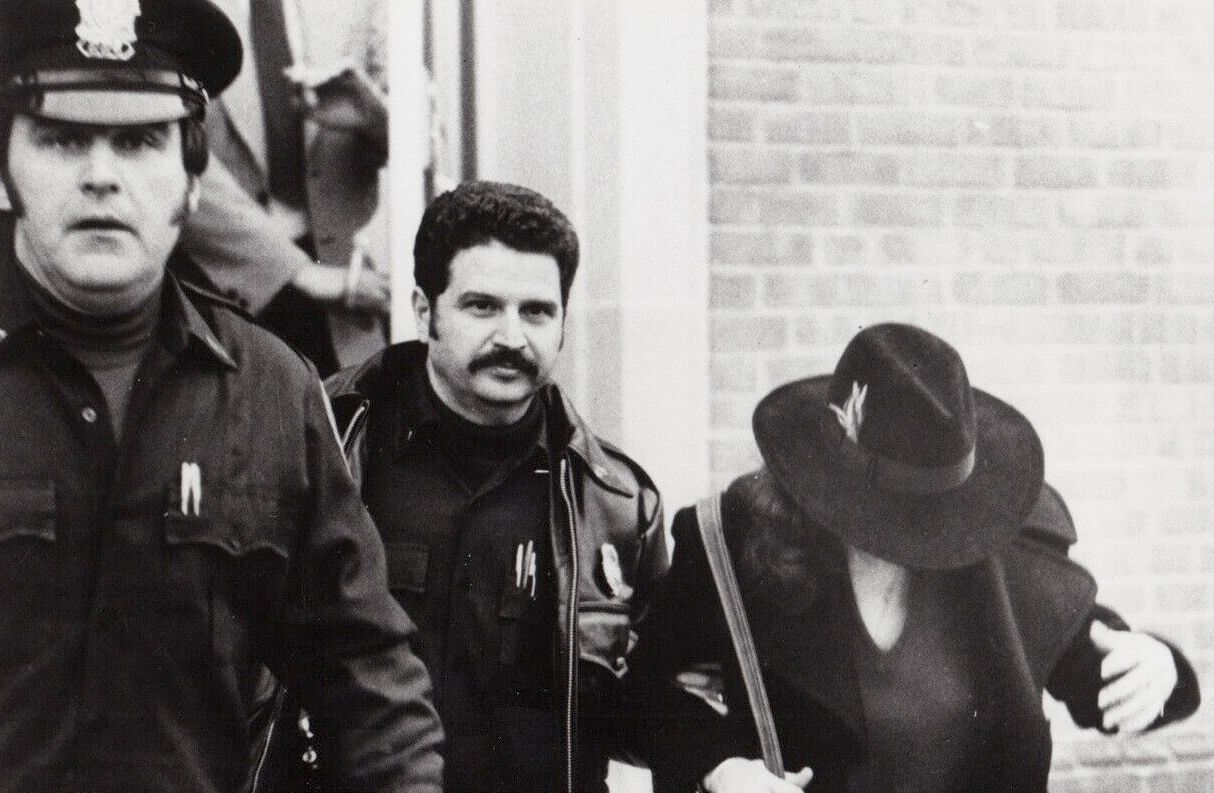
Uno scatto dell'arresto di Linda Blair avvenuto il 20 dicembre 1977

Il 20 dicembre 1977, mentre lascia la sua abitazione presso Ridgefield Road, nella cittadina di Wilton, nel Connecticut, Linda Blair venne arrestata con l'accusa di possesso e traffico di droga, dove erano coinvolte altre 31 persone. La Blair venne rilasciata dopo aver pagato una cauzione di 2.500 dollari. Successivamente si dichiarò colpevole di un reato minore per possesso di cocaina, in cambio di tre anni di libertà vigilata.
Tale accaduto segnò, in parte, il suo allontanamento dalle scene che venne sempre meno e compromise, col tempo, la sua carriera cinematografica.

## Impegno sociale

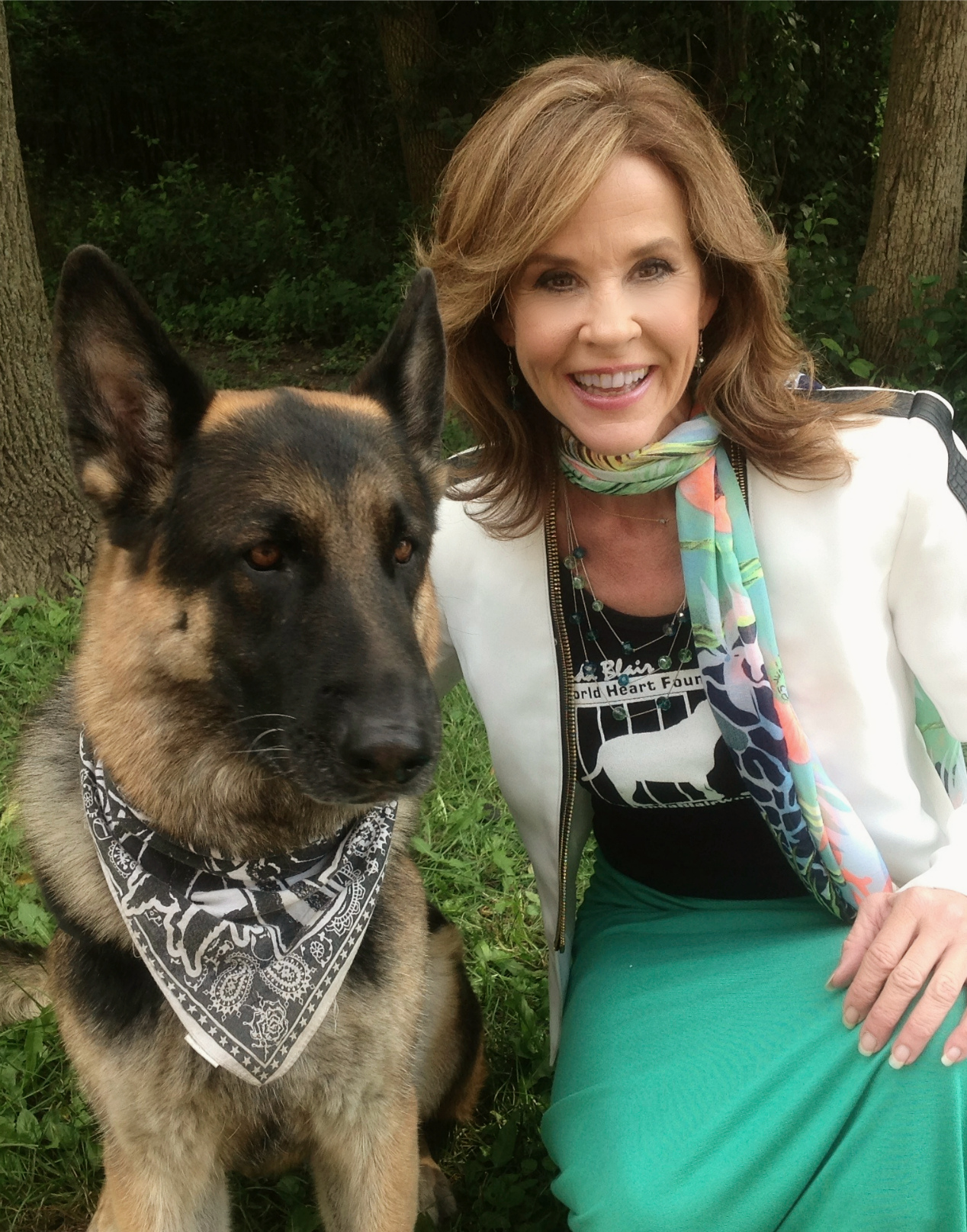
Linda Blair nel 2013, al Chicago Comic Con

Nota attivista per i diritti degli animali, l'attrice si occupa della salvaguardia di cuccioli bisognosi già dal 2000. Quattro anni più tardi istituisce l'organizzazione esente da scopi di lucro "Linda Blair WorldHeart Foundation", che ricopre il ruolo di tutela per gli animali che hanno subito maltrattamenti o abusi, cuccioli abbandonati o animali che vivono di randagismo.

## Filmografia

### Attrice

#### Cinema
- The Way We Live Now, regia di Barry Brown (1970)
- The Sporting Club, regia di Larry Peerce (1971) - non accreditata
- L'esorcista (The Exorcist), regia di William Friedkin (1973)
- Airport '75 (Airport 1975), regia di Jack Smight (1974)
- L'esorcista II - L'eretico (Exorcist II: The Heretic), regia di John Boorman (1977)
- Roller Boogie, regia di Mark L. Lester (1979)
- Wildhorse Hank (Wild Horse Hank), regia di Eric Till (1979)
- Ruckus, regia di Max Kleven (1980)
- Hell Night, regia di Tom DeSimone (1981)
- Chained Heat, regia di Paul Nicholas (1983)
- Imps*, regia di Scott Mansfield (1983)
- Savage Streets, regia di Danny Steinmann (1984)
- Pattuglia di notte (Night Patrol), regia di Jackie Kong (1984)
- Red Heat, regia di Robert Collector (1985)
- Savage Island, regia di Ted Nicolaou (1985)
- Grave's End, regia di Jimmy Sangster e Fred Olen Ray (1985)
- Nightforce, regia di Lawrence David Foldes (1987)
- SFX Retaliator, regia di Jun Gallardo (1987)
- Assassini silenziosi (Silent Assassins), regia di Lee Doo-yong e Scott Thomas (1988)
- Grotesque, regia di Joe Tornatore (1988)
- Bad Blood, regia di Chuck Vincent (1988)
- La casa 4 (Witchcraft), regia di Martin Newlin (1988)
- Bersaglio sull'autostrada, regia di Marius Mattei (1988)
- Up Your Alley, regia di Bob Logan (1989)
- Squadra antidroga (W.B., Blue and the Bean), regia di Max Kleven (1989)
- Gli occhi indiscreti di uno sconosciuto II (Bedroom Eyes II), regia di Chuck Vincent (1989)
- Risvegli da un coma glaciale (The Chilling), regia di Deland Nuse e Jack A. Sunseri (1989)
- Zapped! Il college più pazzo (Zapped Again!), regia di Doug Campbell (1990)
- Riposseduta (Repossessed), regia di Bob Logan (1990)
- Sonno senza fine (Dead Sleep), regia di Alec Mills (1990)
- Fatal Bond, regia di Vincent Monton (1991)
- Double Blast, regia di Tim Spring (1994)
- Skins, regia di Wings Hauser (1994)
- Sorceress, regia di Jim Wynorski (1995)
- Prey of the Jaguar, regia di David DeCoteau (1996)
- Scream, regia di Wes Craven (1996)
- Hitters Anonymous, regia di Monte Young (2005)
- All Is Normal, regia di Todd G. Bieber e Juliana Brafa (2008)
- Whoa!, regia di Tom Blomquist (2013)
- Surge of Power: Revenge of the Sequel, regia di Antonio Lexerot (2016)
- The Green Fairy, regia di Dan Frank (2016)
- Landfill, regia di Yesser Laham (2020)
- L'esorcista - Il credente (The Exorcist: Believer), regia di David Gordon Green (2023)

#### Cortometraggi
- The Heckling, regia di Bryan Michael Stoller (1989)
- Aunt Millie's Will, regia di Linda Blair (1989)
- Phone, regia di Tim Pope (1993)
- Marina, regia di David S. Bellino (1997)
- The Blair Bitch Project, regia di Scott LaRose (2000)
- The Powder Puff Principle, regia di John Burgess (2006)
- WHOA! Comedy Short, regia di Tom Blomquist (2013)

#### Televisione
- Hidden Faces – serie TV (1968)
- La ragazza del riformatorio (Born Innocent), regia di Donald Wrye – film TV (1974)
- Sarah T. - Portrait of a Teenage Alcoholic, regia di Richard Donner – film TV (1975)
- Xanadu - Chiudi gli occhi e guarda le stelle (Sweet Hostage) regia di Lee Philips – film TV (1975)
- La lunga notte di Entebbe (Victory at Entebbe), regia di Marvin J. Chomsky – film TV (1976)
- Summer of Fear (Stranger in Our House), regia di Wes Craven – film TV (1978)
- Fantasilandia (Fantasy Island) – serie TV, episodio 5x13 (1982)
- Love Boat (The Love Boat) – serie TV, episodio 5x24 (1982)
- Laugh Trax – serie TV, 1 episodio (1982)
- La signora in giallo (Murder, She Wrote) – serie TV, episodio 1x18 (1985)
- Monsters – serie TV, episodio 1x24 (1989)
- MacGyver – serie TV, episodio 5x16 (1990)
- Un caso ancora aperto (Calendar Girl, Cop, Killer? The Bambi Bembenek Story), regia di Jerry London – film TV (1992)
- Sposati... con figli (Married with Children) – serie TV, episodio 7x01 (1992)
- Perry Mason: Fiori d'arancio (Perry Mason: The Case of the Heartbroken Bride), regia di  Christian I. Nyby II. – film TV (1992)
- Robin's Hoods – serie TV, episodio 1x06 (1994)
- Renegade – serie TV, episodio 5x02 (1996)
- PSI Factor (PSI Factor: Chronicles of the Paranormal) – serie TV, episodio 3x09 (1998)
- Chicken Soup for the Soul – serie TV, 1 episodio (2000)
- L.A. 7 – serie TV, 9 episodi (2000)
- S Club 7: Artistic Differences, regia di Jeff Jones – film TV (2000)
- Moster Makers, regia di David S. Cass Sr. – film TV (2003)
- Supernatural – serie TV, episodio 2x07 (2006)

#### Videoclip
- Born with a Tail dei Supersuckers (1995)

### Doppiatrice
- Extreme Ghostbusters – serie animata, episodio 1x40 (1997)
- Godzilla: The Series – serie animata, episodio 2x03 (1999)
- Teddy Scares, regia di William Vaughan  – cortometraggio animato (2007)
- JJ Villard's Fairy Tales – serie animata, episodi 1x02-1x03 (2020)

## Programmi televisivi
- RuPaul's Drag Race – reality show (2014)

## Riconoscimenti
- Premio Oscar
  - 1974 – Candidatura alla miglior attrice non protagonista per L'esorcista

- Golden Globe
  - 1974 – Miglior attrice non protagonista per L'esorcista
  - 1974 – Candidatura alla miglior attrice debuttante per L'esorcista

- Bravo Otto
  - 1974 – Candidatura alla migliore attrice
  - 1975 – Candidatura alla migliore attrice

- Hollywood Blood Horror Festival
  - 2021 – Miglior attrice per Landfill
  - 2021 – Miglior recitazione insieme per Landfill

- International Horror and Sci-Fi Film Festival
  - 2007 – Inserita nella Hall of Fame[83]

- Razzie Awards
  - 1981 – Candidatura alla peggior attrice protagonista per Hell Night
  - 1983 – Candidatura alla peggior attrice protagonista per Chained Heat
  - 1984 – Premio alla carriera
  - 1985 – Peggior attrice protagonista per Pattuglia di notte

- Seattle International Film Festival
  - 2021 – Candidatura al miglior insieme in un lungometraggio per Landfill

- The Stinkers Bad Movie Awards
  - 1979 – Candidatura alla migliore attrice per Roller Boogie

- TV Land Award
  - 2006 – Candidatura al film campione di incassi della settimana per La ragazza del riformatorio

- Young Hollywood Hall of Fame
  - 1974 – Inserita nella Young Hollywood Hall of Fame

## Doppiatrici italiane
- Monica Gravina in L'esorcista[84], Pattuglia di notte, La casa 4 (Witchcraft)
- Domitilla D'Amico in L'esorcista II - L'eretico (ridoppiaggio), Summer of Fear
- Laura Betti in L'esorcista (voce da posseduta)
- Simona Izzo in L'esorcista II - L'eretico (doppiaggio originale)
- Monica Vulcano in Terrore in sala
- Liliana Sorrentino in La signora in giallo
- Beatrice Margiotti in Red Heat
- Lorenza Biella in Bersaglio sull'autostrada
- Emanuela Rossi in Risvegli da un coma glaciale
- Antonella Rendina in Riposseduta
- Francesca Guadagno in Perry Mason: Fiori d'arancio
- Anna Rita Pasanisi in Supernatural